# Rintheim
Rintheim ist ein Stadtteil der baden-württembergischen Stadt Karlsruhe. Er befindet sich zwischen Hagsfeld im Norden, der Oststadt im Westen und der A5 im Osten.
In Rintheim befindet sich der Technologiepark Karlsruhe, ein Zentrum für Internet- und Hightechfirmen.

## Geschichte
Rintheim wurde am 15. August 1110 als „Rintdan“ erstmals urkundlich erwähnt. 1275 ging der Ort in den Besitz des Klosters Gottesaue über, nach 1451 wurde er von Durlach verwaltet. 1749 wurde ein Rathaus in Rintheim eingerichtet und 1770 eine Schule, die 1827 in ein neues Schulhaus umzog.
Am 5. November 1871 wurde die evangelische Kirche nach einjähriger Bauzeit eröffnet. Zuvor musste die mehrheitlich evangelische Bevölkerung den Gottesdienst im benachbarten Hagsfeld besuchen.
Am 1. Januar 1907 wurde Rintheim nach Karlsruhe eingemeindet.

## Wirtschaft und Infrastruktur
Rintheim besitzt Straßenbahnanbindung und wird im Osten von der Bundesautobahn 5 begrenzt. Im Ort gibt es eine Grundschule, eine Grund- und Hauptschule, eine Realschule und die Schule am Weinweg, eine Schule für Sehbehinderte, sowie einen Kindergarten.
Rintheim ist in drei Teile eingeteilt: Altrintheim, Neurintheim und Rintheimer Feld.
Der Technologiepark, der Großmarkt, das Möbelgeschäft XXXLutz sowie das Kaufland EInkaufszentrum gehören zu Rintheim.